# RENDEZ-VOUS (スターダストレビューのアルバム)
『RENDEZ-VOUS』（ランデヴー）はスターダストレビュー6枚目のオリジナル・アルバム。1988年7月25日に発売された。

## 解説
ベスト・アルバム『SUPER DONUTS』をはさんで『NIGHT SONGS』から1年1か月ぶりとなるオリジナル・アルバム。
先行シングル「Stay My Blue - 君が恋しくて -」を含む全11曲。

## 収録曲
全作曲・編曲：三谷泰弘（特記以外）
1. Cinéma Bleu（Instrumental）
2. 流星物語
作詞：根本要/林紀勝
3. Whisky A Go-Go
作詞：篠原仁志
4. Danger Lady
作詞：有川正沙子
5. 言葉じゃいえないLoneliness
作詞：根本要/寺田正美　作曲：根本要
6. エトランゼ
作詞：有川正沙子　メインボーカル：三谷泰弘
7. One Night Rose
作詞：平出よしかつ　作曲：根本要
8. 君のBirthday
作詞：篠原仁志　作曲：柿沼清史
9. Just A Minute Of Your Time
作詞・メインボーカル：三谷泰弘
10. Stay My Blue - 君が恋しくて -
作詞：康珍化　作曲：根本要/三谷泰弘
特段標記は無いが、アルバム・ヴァージョン。
11. 夏の終りに
作詞：根本要/林紀勝
12. 流星物語（LIVE VERSION：1989年7月23日）
※2002年以降再発盤のみに収録のボーナス・トラック

## 参加ミュージシャン
Synthesizer Operator：中山信彦
Saxophone：Jake H. Concepcion
Trumpet：数原晋
Oboe：Hiroyuki Ban
Violin：友田啓明